# サッシャ・ゲッツェル

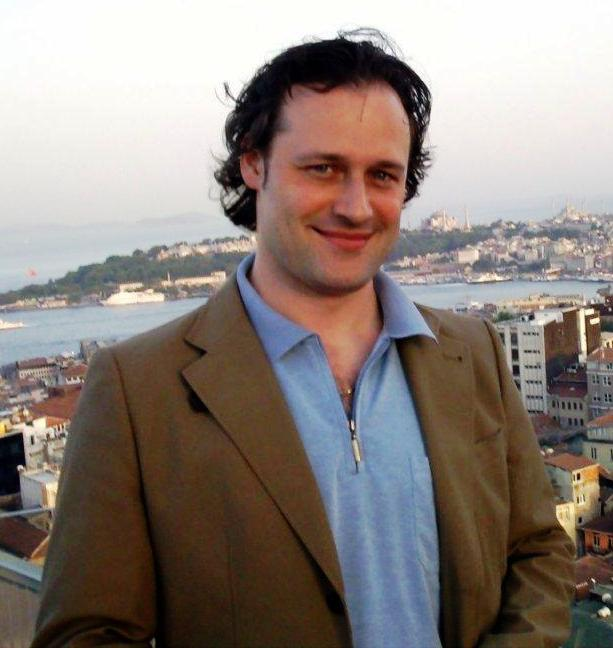
サッシャ・ゲッツェル（2008年）

サッシャ・ゲッツェル（Sascha Goetzel, 1970年 - ）は、オーストリア・ウィーン生まれのクラシック音楽の指揮者。

## 経歴
ウィーン・フィルハーモニー管弦楽団のヴァイオリン奏者として入団・活躍後、指揮者に転向し、ズービン・メータ、リッカルド・ムーティ、小澤征爾に師事、また、シベリウス音楽院でヨルマ・パヌラに師事した。
その後、ウィーン・トーンキュンストラー管弦楽団、ベルリン交響楽団、NHK交響楽団、バーミンガム市交響楽団、北ドイツ放送交響楽団などに客演した。
オペラでは、ウィーン国立歌劇場、ウィーン・フォルクスオーパーにも出演を果たしている。
現在、ボルサン・イスタンブール・フィルハーモニー管弦楽団芸術監督・首席指揮者、クオピオ交響楽団首席指揮者に就任している。

また、2013年4月1日から2017年3月まで神奈川フィルハーモニー管弦楽団首席客演指揮者を務めた。

## 来日
指揮者としては、2007年に「ワレリー・ゲルギエフ推薦の若い音楽家と九州交響楽団の饗宴」に初来日。

同年11月にテレビ朝日の題名のない音楽会に出演した際に神奈川フィルハーモニー管弦楽団と初共演した。

2009年7月には神奈川フィルハーモニー管弦楽団の定期演奏会に出演したほか、東京交響楽団と初共演し、2012年1月に再来日した際には、神奈川フィルハーモニー管弦楽団と共演し、札幌交響楽団と初共演した。
2012年5月には、ウィーン・フォルクスオーパーと来日し、オットー・ニコライのウィンザーの陽気な女房たちを指揮した。(他の演目はアルフレート・エシュヴェ、エンリコ・ドヴィコが担当。)

## 参考
- 神奈川フィルハーモニー管弦楽団　名曲シリーズ　オーケストラ名曲への招待　ハ短調の慟哭